# Helina harbinensis
Helina harbinensis är en tvåvingeart som beskrevs av Zhang och Ma 1997. Helina harbinensis ingår i släktet Helina och familjen husflugor. Inga underarter finns listade i Catalogue of Life.